# Леонхард, Юлиус Эмиль
Ю́лиус Эмиль Ле́онхард (нем. Julius Emil Leonhard; 13 июня 1810, Лаубан — 23 июня 1883, Дрезден) — немецкий пианист, музыкальный педагог и композитор.
Получил домашнее музыкальное образование, продолжал работать самоучкой, преимущественно по руководству И. Г. Альбрехтсбергера. Одновременно окончил Университет Бреслау. В 1831 г. дебютировал как солист с Оркестром Гевандхауса, в 1845 г. тот же оркестр впервые исполнил его собственные сочинения. В 1842 году фортепианная соната Леонхарда была удостоена второй премии на конкурсе Северогерманского музыкального общества (жюри возглавлял Юлиус Шуберт).
В 1852—1859 гг. профессор фортепиано Мюнхенской консерватории, где среди его учеников были Йозеф Райнбергер и Карл Берман-младший. Затем в 1859—1873 гг. профессор фортепиано и композиции в Дрезденской консерватории.
Написал ораторию «Иоанн Креститель» (нем. Johannes der Täufer), три кантаты для солистов, хора и оркестра, симфонию ми минор, фортепианный квартет и два фортепианных трио, две скрипичные сонаты, ряд фортепианных сочинений.